# Mons Bradley
Il Mons Bradley è un massiccio montuoso lunare intitolato all’astronomo inglese James Bradley situato nelle vicinanze dei Montes Apenninus lungo il confine orientale del Mare Imbrium. Si trova ad ovest del cratere Conon. Ad ovest di Mons Bradlley è situate la Rima Bradley. Le coordinate selenoografiche del massiccio sono  21°43′48″N 0°22′48″E. Presenta un diametro massimo alla base di 30 km ed una altezza di circa 4.2 km.